# Thricops furcatus
Thricops furcatus är en tvåvingeart som först beskrevs av Stein 1916.  Thricops furcatus ingår i släktet Thricops och familjen husflugor. Arten är reproducerande i Sverige. Inga underarter finns listade i Catalogue of Life.